# سیارک ۷۴۴

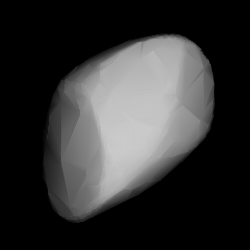
مدل سه‌بُعدی سیارک ۷۴۴ بر طبق منحنی نور آن

سیارک ۷۴۴ (به انگلیسی: 744 Aguntina، نامگذاری:1913QW) هفتصد و چهل و چهارمین سیارک کشف شده‌است که در ۲۶ فوریه ۱۹۱۳ و در وین کشف شد.
قدر مطلق سیارک برابر ۱۰٫۲۱ است.